# Pwd
pwd 명령어는 "print working directory"의 준말로, 컴퓨터의 명령 줄 인터페이스에서 현재 작업 중인 디렉터리의 이름을 출력하는 데 쓰인다. 셸 프롬프트가 작업 디렉터리를 표시하고 있지 않은 경우, 사용자는 이 명령어를 사용하여 디렉터리 트리 안의 장소를 찾을 수 있다. 이 명령어는 유닉스 계열 운영 체제 등에서 볼 수 있다.
도스와 마이크로소프트 윈도우의 경우 아무런 변수를 지정하지 않고 cd라고 입력하면 된다. OpenVMS의 경우 "show default"라고 입력하면 된다.
이 명령어는 sh와 Bash와 같은 특정한 셸에 포함되기도 한다. 이 명령어는 POSIX C 함수 getcwd()나 getwd()로 쉽게 추가할 수 있다.
예:
```
$ pwd
/home/foobar
```